# Czesław Mańkowski
Czesław Witold Marian Mańkowski (ur. 20 lipca 1894 we Lwowie, zm. ?) – major żandarmerii Wojska Polskiego, magister prawa.

## Życiorys
W czasie I wojny światowej walczył w szeregach cesarskiej i królewskiej Armii. Jego oddziałem macierzystym był Pułk Artylerii Polowej Nr 30. Na stopień podporucznika został mianowany ze starszeństwem z 1 lutego 1917 w korpusie oficerów rezerwy artylerii polowej i górskiej.
Do Wojska Polskiego został przyjęty z byłej c. i k. Armii z zatwierdzeniem posiadanego stopnia podporucznika.
14 lutego 1920 został mianowany z dniem 1 lutego 1920 porucznikiem w artylerii. Pełnił służbę w Dowództwie Taborów Brygady Strzelców Podhalańskich, a jego oddziałem macierzystym był Szwadron Zapasowy Taborów Nr V. W tym samym miesiącu otrzymał przeniesienie do Kierownictwa Organizacji Żandarmerii. 30 kwietnia 1920 został przeniesiony do Dywizjonu Żandarmerii Wojskowej Nr 6 we Lwowie.
3 maja 1922 został zweryfikowany w stopniu kapitana ze starszeństwem z 1 czerwca 1919 i 9. lokatą w korpusie oficerów żandarmerii, a jego oddziałem macierzystym był 10 Dywizjon Żandarmerii. Później został przydzielony z macierzystego oddziału do Centralnej Szkoły Żandarmerii w Grudziądzu na stanowisko wykładowcy. Z dniem 1 marca 1926 został przeniesiony w stan nieczynny bez poborów na przeciąg 12 miesięcy. Z dniem 31 marca 1927 został powołany ze stanu nieczynnego z równoczesnym przydziałem do Centralnej Szkoły Żandarmerii na stanowisko wykładowcy. 18 lutego 1928 został mianowany majorem ze starszeństwem z 1 stycznia 1928 i 1. lokatą w korpusie oficerów żandarmerii. W tym czasie uzyskał dyplom magistra praw na Uniwersytecie Jana Kazimierza we Lwowie. W lipcu 1929 został przeniesiony z Dywizjonu Szkolnego Żandarmerii w Grudziądzu do 8 Dywizjonu Żandarmerii w Toruniu na stanowisko zastępcy dowódcy. Z dniem 31 marca 1931 został przeniesiony w stan spoczynku.
W 1934, jako oficer stanu spoczynku pozostawał w ewidencji Powiatowej Komendy Uzupełnień Poznań Miasto. Posiadał przydział do Oficerskiej Kadry Okręgowej Nr VIII. Był wówczas „przewidziany do użycia w czasie wojny”. Pracował jako dyrektor Okręgowego Urzędu Ubezpieczeń w Poznaniu.
Czesław Mańkowski był żonaty z Janiną z Rotterów (ur. 16 maja 1896 w Libuszy), z którą miał córkę Zofię (ur. 10 października 1919 w Krakowie). Od 13 marca 1931 rodzina Mańkowskich była zameldowana w Poznaniu przy ul. Dąbrowskiego 14/16 m. 16.

## Ordery i odznaczenia
- Krzyż Kawalerski Orderu Odrodzenia Polski (11 listopada 1934)[14]
- Medal Pamiątkowy za Wojnę 1918–1921 (4 lutego 1929)[16]
- Signum Laudis Brązowy Medal Zasługi Wojskowej z mieczami na wstążce Krzyża Zasługi Wojskowej[1]
- Srebrny Medal Waleczności 2 klasy[1]
- Brązowy Medal Waleczności[1]